# Jean de Triora
Jean de Triora (à l'état civil: Francesco Maria Lantrua), né à Molini di Triora (Italie) le 15 mars 1760 et mort (exécuté) à Changsha (Chine) le 7 février 1816, est un prêtre franciscain observant missionnaire en Chine. Torturé pour la foi chrétienne et mis à mort, il est reconnu comme martyr et saint par l'Église catholique. Il est liturgiquement commémoré le 7 février selon le Martyrologe romain.

## Biographie
Francesco Maria naît à Molini di Triora d'Antonio Maria Lantrua et Maria Pasqua Ferraironi et reçoit au baptême le prénom de François. Il fréquente l'école des Barnabites de Port-Maurice et ressent les premiers signes de sa vocation religieuse. Il obtient difficilement l'autorisation de se rendre à Rome où un autre ligurien, Louis de Port-Maurice, provincial des Franciscains, se trouve pour l'accueillir. 
Le 9 mars 1777, le jeune Francesco prend l'habit et commence son noviciat, y adoptant le nom de 'frère Jean'. Il est ordonné prêtre en 1784 et devient professeur de théologie à Tivoli et Tarquinia. Plus tard, il est nommé 'gardien' (supérieur religieux) des couvents de Tarquinia, Velletri et Montecelio.
En 1799, il est envoyé en mission en Chine. Quittant Rome il arrive à Macao - après 8 mois de voyage - où il se forme à la culture chinoise, il apprend le chinois et adopte l'habit chinois, puis commence son travail d'évangélisation dans la province du Hunan ; la mission se déroule dans un calme relatif jusqu'en 1815, date à laquelle il est signalé au mandarin: son activité est considérée comme 'subversive'. 
Le 26 juillet 1815, après avoir célébré l'eucharistie, il est arrêté avec d'autres fidèles chinois: ce fut sa dernière messe. Bien que torturé il ne renie pas la foi chrétienne. Il est maintenu en prison.
Le père Jean de Triora est finalement exécuté le 7 février 1816: attaché à une croix il est tué par étranglement avec une corde autour du cou. Son corps est transporté et enterré à la cathédrale Saint-Paul de Macao (alors territoire portugais) puis à Rome dans la basilique Santa Maria in Aracoeli, où il repose encore.

## Vénération et culte

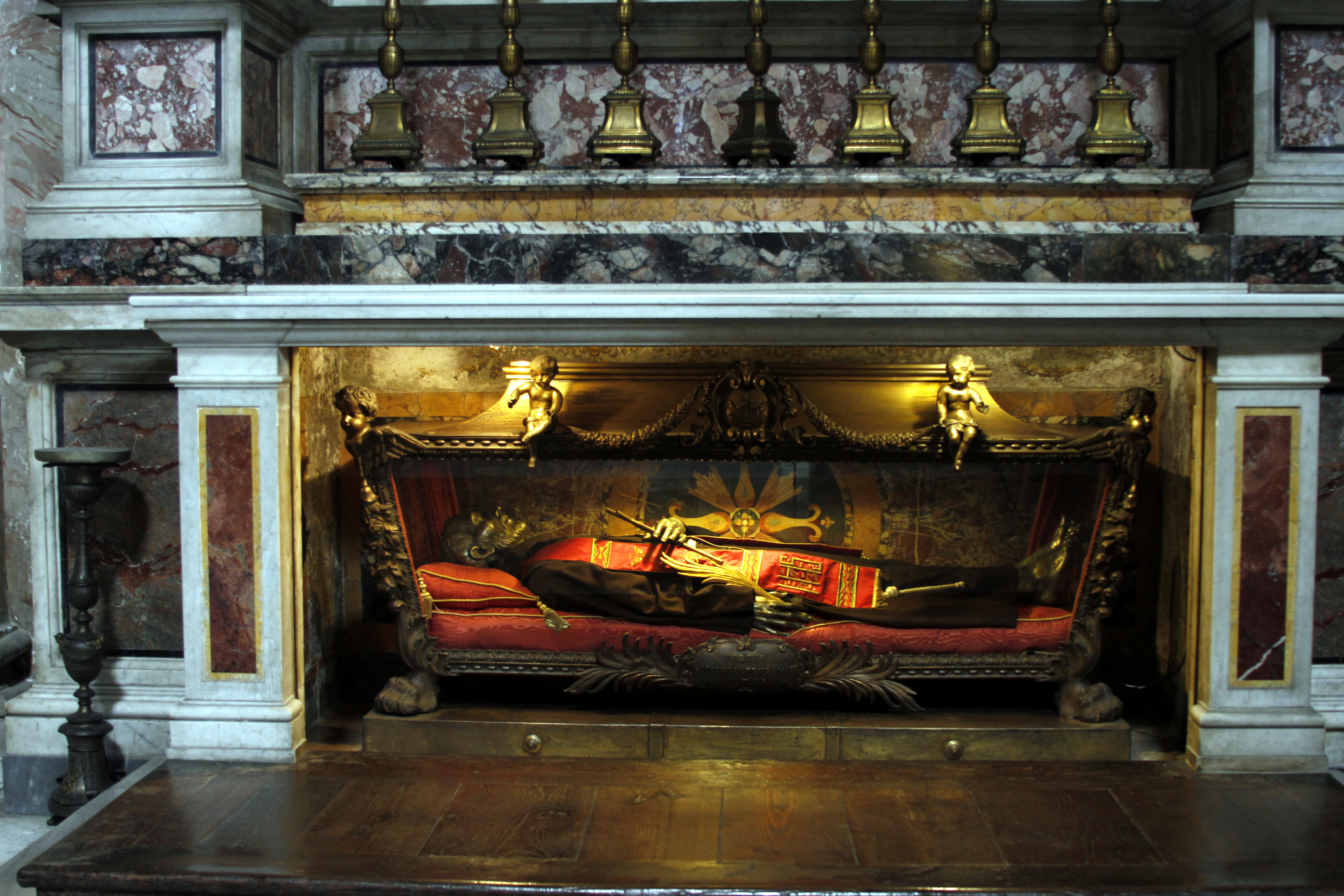
châsse de Jean dans la basilique de l'Aracoeli.

Jean de Triora est déclaré bienheureux par le pape Léon XIII le 27 mai 1900 et canonisé par le pape Jean-Paul II le 1er octobre 2000 avec 119 autres martyrs chinois. Liturgiquement il est commémoré le 7 février.

### Article lié
- 120 martyrs de Chine